# Колобов Олександр Митрофанович
Колобов Олександр Митрофанович (12 травня 1895, Єгорьєвськ, Рязанської губернії — 13 березня 1980, Одеса) — російський та український радянський артист (баритон). Народний артист Української РСР (з 1949).
Після закінчення в 1925 Московського інституту театрального мистецтва працював в драматичних театрах Москви.
З 1931 — соліст театрів опери і балету в Іркутську (1931—1934), Саратові (1934—1935), Одесі (1935—1938), Ворошиловграді (1938—1940), Сталіно (1940—1952), Улан-Уде (1952—1955).

## Вибрані оперні партії
- Князь Ігор («Князь Ігор» Бородіна),
- Амонасро («Аїда» Верді),
- Проценко («Молода гвардія» Ю. Мейтуса),
- Богдан Хмельницький (опера «Богдан Хмельницький» К. Данькевича).